# Tamási Miklós (fotókurátor)
Tamási Miklós (Budapest, 1970. december 18. –) magyar fotókurátor, kulturális menedzser, forgatókönyvíró, szerkesztő, örökségvédelmi aktivista.

## Életrajz
Középiskoláit a Kaffka Margit és az Eötvös József Gimnáziumban végezte. Ezután a debreceni Kossuth Lajos Tudományegyetemre járt lengyel szakra, tanulmányait félbeszakította. Diplomát a Moholy-Nagy Művészeti Egyetem felsőfokú tipográfusképzésén szerzett, 2007-ben.
A Fiatal Képzőművészek Stúdiójának munkatársa volt 1997-1999. A Közép-Európai Egyetem keretében működő Blinken Nyílt Társadalom Archívum munkatársa, később programigazgatója volt 1999-2015.
Gimnazista korában kezdett lomtalanításokon kidobott fotónegatívokat gyűjteni, a gimnáziumi fotókörben kezdett képeket nagyítani. A fotókhoz a történelem, különösen 1956 utáni érdeklődése vonzotta. A rendszerváltás idején maga is sokat fényképezett, később ezzel felhagyott. A Cirko-Gejzir művészmoziban 1994-től végzett önkéntes munkát, volt filmszállító, jegyeladó, kurátor, jelenleg ő a kuratórium elnöke.

## A Fortepan archívum
A Szepessy Ákossal együtt gyűjtött, utcán talált negatívokat a 2000-es évek második felében nagy felbontásban beszkennelték, elhatározták, hogy a legjobbakat felteszik az internetre. A Fortepan nevű ingyenes, szabad archívum 2010. augusztus 20-án vált elérhetővé, ekkor 5000 kép került fel, körülbelüli időrendben. A portál indulása után Szepessy Ákos pályája másfelé fordult, a szerkesztést az indulástól fogva Tamási Miklós egyedül látja el. Az archívum már az első évben nagy siker lett, rövidesen kereshető lett, egy fórum alakult a megfejtésekre. Előbb családok százai, majd egyes intézmények is kezdtek együttműködni. 2016-tól Tamási Miklós magát teljes egészében a Fortepannak szenteli, honoráriumát a Fortepan adminisztratív hátterét nyújtó Summa Artium gyűjti össze magánadományokból.
A Fortepan kizárólag internetes változatban létezik, képeit a szerkesztő, Tamási Miklós válogatja. Feltölteni nem lehet rá, képeket csak felajánlani lehet. 2020 végén a letölthető képek száma meghaladta a 140 ezret, 2023-ban a 180 ezret. 2024. októberében érkezett be hozzájuk a 200.000 kép, amely 1956/1957-ben készült, és egy amerikai haditengerészeti hajót ábrázol.

## Közreműködése könyvekben
- Ungváry Krisztián: Budapest 1945, (szerkesztő, a képeket válogatta Tamási Miklós), Corvina kiadó 2006.
- Moszkvai Levelezés 1956-1958 (Lapok Hegedűs András volt miniszterelnök hagyatékából), közreadta Tamási Miklós, Stencil Kiadó 2010.

## Filmek – forgatókönyvírás
- Papp Gábor Zsigmond: Budapest Retró I-II. 1996 - 2003.
- Papp Gábor Zsigmond: Balaton Retró 2007.
- Papp Gábor Zsigmond: Magyar Retró 2010.
- Papp Gábor Zsigmond: Az ügynök élete (belügyi oktatás a Kádár-korszakban), 2004.

## Kiállítások
- 2 Ütem - Bukarest téri buszállomás - Szepessy Ákossal 2004.
- Kettős Látás - Bartók 32 Galéria - Sándor Dáviddal és Szepessy Ákossal 2010.
- Minden múlt a múltam – Magyar Nemzeti Galéria „A” épület (társkurátor, kurátor: Virágvölgyi István) 2019.
- The Past is Yours – Fortepan kiállítás a lódzi Fotofestiwalon (társkurátor), 2020.

### Kurátori munka a Centrális Galériában
- Halott Könyvtár, 2012.
- Öngyilkosság, 2018.

## Egyéb projektek
- Budapest 100 ötletgazda és szervező 2010-től.
- A Nagy Imre per rekonstrukciója – egyhetes nyilvános esemény, OSA 2008.
- Csillagos Házak program a holokauszt 70. évfordulóján, 2014. (ötletgazda, kurátor)
- A BM Filmstúdió hagyatékának feltárása, a filmek felkutatása, digitalizálása. OSA, 2002-2004.

## Írások Tamási Miklósról és a Fortepanról
- Marton Éva: A Fortepan interjúnk és a „fekete zsák” titka. MuzeumCafe blog, 2015. december 21.
- Scheibner Tamás: A Fortepan-modell (A fotografikus örökség megőrzése es „felszabadítása” a posztszocialista Kelet-Europában). In: Kulturális ellenállás a Kádár-korszakban – Gyűjtemények története. MTA Bölcsészettudományi Kutatóközpont, Budapest, 2017, 405–418.
- Török András: A nonprofit kincsvadasz. Alibi, „Kincs” szám, 2014.
- Zeke Gyula: Hobbiból hivatás. Óbudai Anzix. 2018 tavasz,

## Interjúk Tamási Miklóssal
- Bacskai Sándor: A 6×6-os negatívoktól a telefonappig, Beszélgetés Tamási Miklóssal, a Fortepan online fotóarchívum szerkesztőjével. Fotóművészet, 2018.
- Canjavec Judit: Kijavítjuk a történelmet – A mi 20. századunk a Fortepanon. Fidelio/Azenbudapestem, 2020. december 23.
- Dávid Imre: „A mi képeinket az idő rendezi” – Tamási Miklóssal, az idén nyolcéves Fortepan alapítójával beszélgettünk. Nők Lapja Café, 2018. június 07.
- Hamvay Péter – Dobszay János: Orbánt pincérnek nézte, olykor lomizik, a közszolgálati gagyi riasztja. HVG, Portré, 2016. szeptember 4.
- Melis Dóra: T aláld meg anyádat – Interjú Tamási Miklóssal. librarius.hu, 2014. június 27.
- Sándor Zsuzsanna: Lomizással kezdték, egyedülállóak lettek az egész világon Archiválva 2021. január 20-i dátummal a Wayback Machine-ben – a Fortepan története. 168 óra, 2017. május 28.
- Szentpály Miklós: Fortepan: Szepessy Ákos es Tamási Miklos fotóregénye. [Interjú Szepessy Ákossal es Tamási Miklóssal]. litera.hu, 2010. december 15.
- Terján Nóra: Fortepan: 100 év személyes történelme [Interjú Tamási Miklóssal]. Mandiner, 2010. szeptember 9.
- Tóth Szabolcs Töhötöm: A Fortepan-sztori, Szent-Györgyi motoron és az Opel Rekord a házunk előtt, Az élet meg minden című blog #17 (123 perc), 2019. június 27.
- Várkonyi Benedek: „Amikor egy kócos, szakállas csávó tvisztel, az megfog” (Interjú Tamási Miklóssal, a Fortepan online fotóarchívum alapítójával.) Élet és Irodalom, 2014. december 12.
- Vincze Barbara: Fortepan: Egyetlen klikkeléssel végignézni a 20. századot origo.hu, 2010. szeptember 27.
- Nagy András: Folyamatosan kell mesélni a régmúlt történeteiről, Szabad Európa, Szelfi, podcast (51 perc), 2023. április 22.